# Jean-Jacques Cassiman
Jean-Jacques Cassiman (Sint-Jans-Molenbeek, 25 april 1943 – Oud-Heverlee, 5 augustus 2022) was een Belgisch onderzoeker en professor in de menselijke genetica die baanbrekend werk verrichtte op het vlak van DNA-onderzoek.

## Biografie
Cassiman liep school in het Heilig-Hartcollege van Ganshoren en ging aan de Katholieke Universiteit Leuven studeren, waar hij in 1967 een diploma behaalde in de Medische Wetenschappen. Daarna trok hij naar de Verenigde Staten, alwaar hij vijf jaar onderzoek deed rond menselijke genetica aan de Stanford-universiteit. 
In 1976 werd hij geassocieerd hoogleraar aan het Departement Menselijke Erfelijkheid in Leuven. In 1981 werd hij gewoon hoogleraar aan hetzelfde departement en werd hij hoofd van het laboratorium voor menselijke mutaties en polymorfismen in het Centrum voor Menselijke Erfelijkheid, verbonden met het Universitair Ziekenhuis Leuven. In 1998 werd hij hoofd van dit Centrum.
Cassiman verrichtte talloze DNA-onderzoeken in het onderzoek naar de Bende van Nijvel.
In 1998 bewees professor Cassiman door middel van DNA-onderzoek dat Karl Wilhelm Naundorff geen nazaat was van de Bourbons en dus zeker niet Lodewijk XVII was. In 2004 bewees hij dat de bewering over een in Parijs bewaard hart, dat het aan Lodewijk XVII heeft toebehoord, daadwerkelijk klopt.
Hij werd in 2004 door Franse historici benaderd om door middel van DNA-onderzoek te achterhalen of het stoffelijk overschot van Napoleon Bonaparte, dat in Parijs begraven ligt, wel degelijk dat van Napoleon is. De Franse autoriteiten gaven echter geen toestemming voor dit onderzoek.
In 2013 bewees professor Cassiman samen met professor Maarten Larmuseau dat een gemummificeerd hoofd toegewezen aan Hendrik IV van Frankrijk niet van de koning kon zijn. Zij deden dit door het DNA van het hoofd te vergelijken met dat van het mogelijke bloed op een zakdoek van Lodewijk XVI en dat van drie andere nog levende afstammelingen van het Huis Bourbon.
Cassiman overleed op 5 augustus 2022 aan longkanker.

## Erkenning
- 1998: Francqui-Leerstoel aan de Université catholique de Louvain
- 2002: eredoctoraat aan de University of Medicine & Pharmacy, Iuliu Hatieganu, in Cluj-Napoca (Roemenië)
- 28 mei 2013: eredoctoraat van de Universiteit Hasselt op voordracht van de studenten
- 2014: commandeur in de Leopoldsorde

## Trivia
- In de eerste helft van de jaren 1960 was hij zanger bij het Trio Cassiman dat hij samen met zijn broer Guido en zijn zus Emmy vormde. Het trio speelde folkmuziek en negrospirituals en was regelmatig te zien op de Vlaamse podia. Toen Jean-Jacques na zijn studies naar Amerika trok kwam er een voorlopig einde aan zijn zangcarrière. Na zijn emeritaat in 2008 begon het trio opnieuw met optreden.
- Hij heeft een cameo als professor Zweizaufen in het Kiekeboealbum Blond en BlauW.

- International Standard Name Identifier: 0000 0000 8027 2030
- Library of Congress Control Number: no2010093409
- MusicBrainz: 0850cc42-bb61-4ffa-aa90-806e75e4d4be
- Nederlandse Thesaurus van Auteursnamen: 195063538
- Virtual International Authority File: 121639450
- WorldCat: E39PBJyRv6pg3KmK93Km8HTPwC